# Edgardo Giménez
Edgardo Miguel Giménez (Santo Tomé (Santa Fe), 1942) es un artista visual argentino que adquirió notoriedad durante el movimiento pop y su paso por el Instituto Di Tella de Buenos Aires incursionando en el campo de la arquitectura y también del diseño gráfico, de interiores, objetos e indumentaria. 

## Biografía

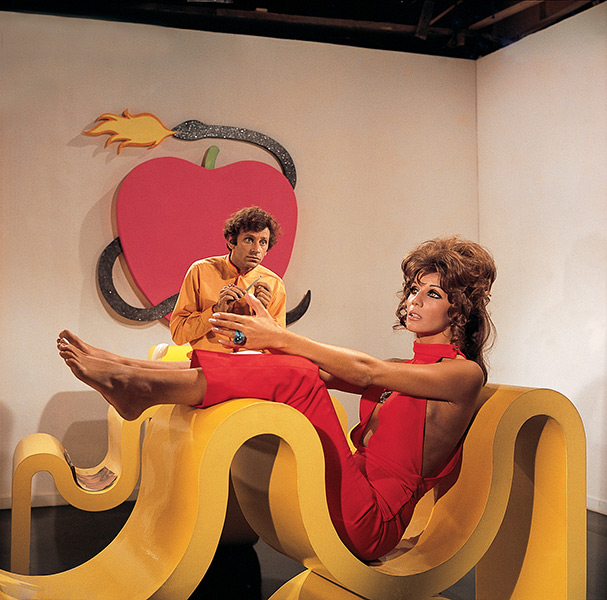
Susana Giménez y Norman Briski en Los neuróticos, película que le valió a Edgardo Giménez el Cóndor de Plata a la mejor escenografía.

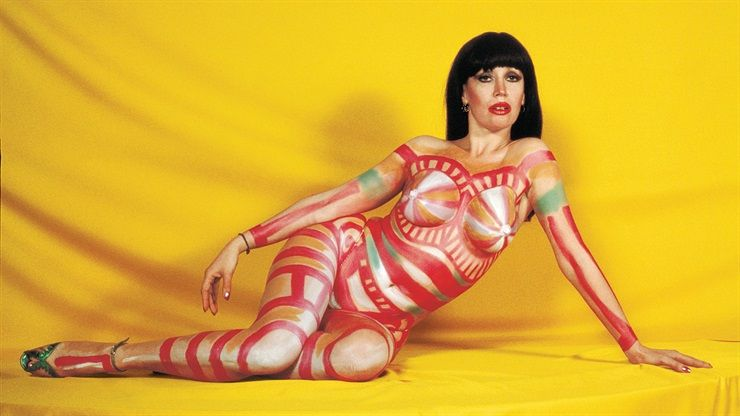
La vedette Moria Casán con pintura corporal realizada por Giménez, happening de 1980.

Nacido en la provincia de Santa Fe, comienza a trabajar a los trece años en una agencia de publicidad. Es autodidacta. 
En la década del 60 trabaja en el Instituto Di Tella junto con Jorge Romero Brest y artistas como Marie Orensanz, Pablo Mesejean, Juan Stoppani, Alfredo Arias, Marilú Marini, Marta Minujín entre otros. 
Realiza escenografías para cine y teatro, y trabaja como tapicista, artista gráfico, escultor, dibujante y pintor.
En 1980 se desempeñó como director de arte del Teatro San Martín.
Algunas importantes colecciones privadas y museos poseen obras suyas. Realizó exposiciones individuales y colectivas en Buenos Aires, Santa Fe, Rosario, Córdoba, Punta del Este, Santiago de Chile, Bogotá, Caracas, México D.F., San Pablo, Washington, Múnich, Varsovia, Leipzig, Nueva York, Nueva Orleans, Toronto, Cleveland y París. 
Actualmente, vive y trabaja en Buenos Aires.
Es miembro de número de la Academia Nacional de Bellas Artes.

## Premios
- Premio de Honor, Primera Bienal Internacional de Artes Aplicadas (Punta del Este, 1965)
- Premio de Honor, Biennale del Afiche, Museo Nacional de Varsovia (1996)
- Premio Cóndor de Plata de la Asociación de Cronistas Cinematográficos de la Argentina a la mejor escenografía por Los neuróticos (1973).
- Primer Premio en Diseño Gráfico, Festival Iberoamericano de la Publicidad (1977)
- Distinción Personaje del Año, Revista Gente (1981)
- Premio Vigencia por su labor en el Teatro San Martín, (1982)
- Premio Konex, Diploma al mérito diseño
- Premio Lápiz de Plata, Bienal de Diseño ’85 (1985)
- Premio Konex, diploma al mérito diseño gráfico
- Premio Leonardo a la Trayectoria, MNBA (1997)
- Mención Especial del Jurado, Premio Costantini, MNBA (1999).
- Reconocimiento como Maestro del Diseño, Universidad de Palermo, Encuentro Latinoamericano de Diseño (2014)

## Participación en bienales internacionales
- Bienal Internacional de Artes Aplicadas (Punta del Este)
- Biennale Internationale de l’ Affiche (Varsovia, 1965, 1968 y 1970)
- Bienal de Arte Gráfico, Moderna Galerija (Ljubljana, 1975 y 1977)
- IV Bienal de Arte Gráfico (Wiesseneweg, Alemania, 1976)
- Bienal de Arquitectura de Buenos Aires y Bienal de Diseño ’85, CAYC (Buenos Aires, 1985)

Bibliografía:
- Diéguez Videla, Albino; Rubén Ríos; Carlos Méndez Mosquera; María José Herrera, Edgardo Giménez, Buenos Aires, MNBA, 1998/1999.
- Edgardo Giménez, cat. exp., Buenos Aires, MNBA, 1997.
- Edgardo Giménez. Desde el comienzo, cat. exp., Buenos Aires, MAMBA, 12 de septiembre al 12 de octubre de 1980.
- Ver y estimar. Previo al Di Tella, cat. exp., Buenos Aires, MNBA, 2 a 20 de junio de 1994.

## Libros
- Arte y Política, los afiches de Edgardo Giménez, 2007, Buenos Aires
- Edgardo Giménez, ISBN 987-98326-1-2